# Lepergod
 (juillet 2018).
Lepergod est un groupe argentin de death metal, originaire de Buenos Aires. Il est formé en 2013 par Thav, Zygth, Mariano Miranda, et Diego Conte, membres d'autres groupes locaux. Ils participent au Wacken Open Air en 2016 après avoir remporté le Metal Battle en Argentine.

## Biographie
Le groupe est formé en 2013 lorsque Rodrigo Sánchez (Thav), et Sergio (Zyght), qui participent à l'Inferni, rencontrent Mariano Miranda qui avait joué dans Deimos, Bloodparade, Vector et Canhalet, et Diego Conte (de Mastifal et Warbreed). 
Après des répétitions, en 2015, ils sortent leur première démo, intitulée Azufre, et commencent à jouer en direct.
La même année, ils remportent le Wacken Metal Battle et sont invités à jouer au festival homonyme qui aura lieu la même année en Allemagne. En finale, ils gagnent face à Osario, Psycho Side et Cynara. Après cette participation, ils deviennent le deuxième groupe d'Argentine à jouer ici après Skiltron. Ils jouent également en soutien avec Arcturus et Deströyer 666
En 2017, ils jouent pour la première fois hors de leur pays natal, au Chili, lors d'une mini-tournée. En décembre 2017, le groupe publie son premier album studio, Siniestro éxtasis, qui est remarqué par la presse spécialisée locale,,.

## Influences
Le groupe est lyriquement influencé par le folklore argentin de Santiago del Estero, d'où Thav, l'auteur principal, est originaire.

## Membres
- Thav - guitare, chant
- Zygth - basse
- Mariano Miranda - batterie, percussions
- Diego Conte - guitare

## Discographie
- 2015 : Azufre (démo)
- 2017 : Siniestro éxtasis